# Komondor
Komondor – rasa psa, należąca do grupy psów pasterskich i zaganiających, zaklasyfikowana do sekcji psów pasterskich (owczarskich). Typ dogowaty. Nie podlega  próbom pracy.

## Rys historyczny
Pies pasterski pochodzący z Węgier. Nazwa komondor jest nazwą stosowaną w literaturze od 1544 roku, gdzie o psie tym wspomina się jako stróżu stad bydła. W roku 1910 rozpoczęła się udokumentowana, selektywna hodowla tej rasy na Węgrzech. Piętnaście lat później FCI uznało rasę, nadając jej wzorzec o numerze 53.

## Wygląd
Najbardziej charakterystyczną cechą tej rasy jest szata (podobna do szaty puli). Sierść poskręcana jest w sfilcowane sznurki przypominające dredy. Tego typu szata była dla przodków komondora doskonałą izolacją zarówno przed skwarem, jak i przed niskimi temperaturami.

## Zachowanie i charakter
Ma dość trudny charakter (m.in.: skłonności do dominacji i niski stopień posłuszeństwa przy braku odpowiedniego szkolenia), w związku z czym może być prowadzony tylko przez osoby z doświadczeniem. Jako pies pierwotnie strzegący stad, jest nieufny i ostry w stosunku do obcych, lecz nie bezpodstawnie agresywny.

## Zdrowie i pielęgnacja
Psów tej rasy nie czesze się wcale, jedynie rozdziela "dredy" do samej skóry. Okres tworzenia się dredów to ósmy – dziewiąty miesiąc życia psa; wówczas należy pomóc w formowaniu się poszczególnych sznurów sierści (zwykle robi się to na grzbiecie i zadzie psa, na pozostałych partiach ciała dredy powstają same). Psy kąpie się niezmiernie rzadko, bo wysuszenie psa jest bardzo kłopotliwe, a sierści nie można zostawić do samoistnego wyschnięcia. Trwałoby to kilka dni i groziło powstaniem odparzeń. Właściwie kąpie się jedynie partiami (okolice pyska, łapy, tył). 